# 2MASS 0939-2448
2MASS 0939-2448 (= 2MASS J09393548-2448279) is een dubbelster bestaande uit twee bruine dwergen met een magnitude van +15,98 (J) in het sterrenbeeld Antilia met een spectraalklasse van T8 en T8. De ster bevindt zich 16,64 lichtjaar van de zon.